# Gemeindevollzugsdienst

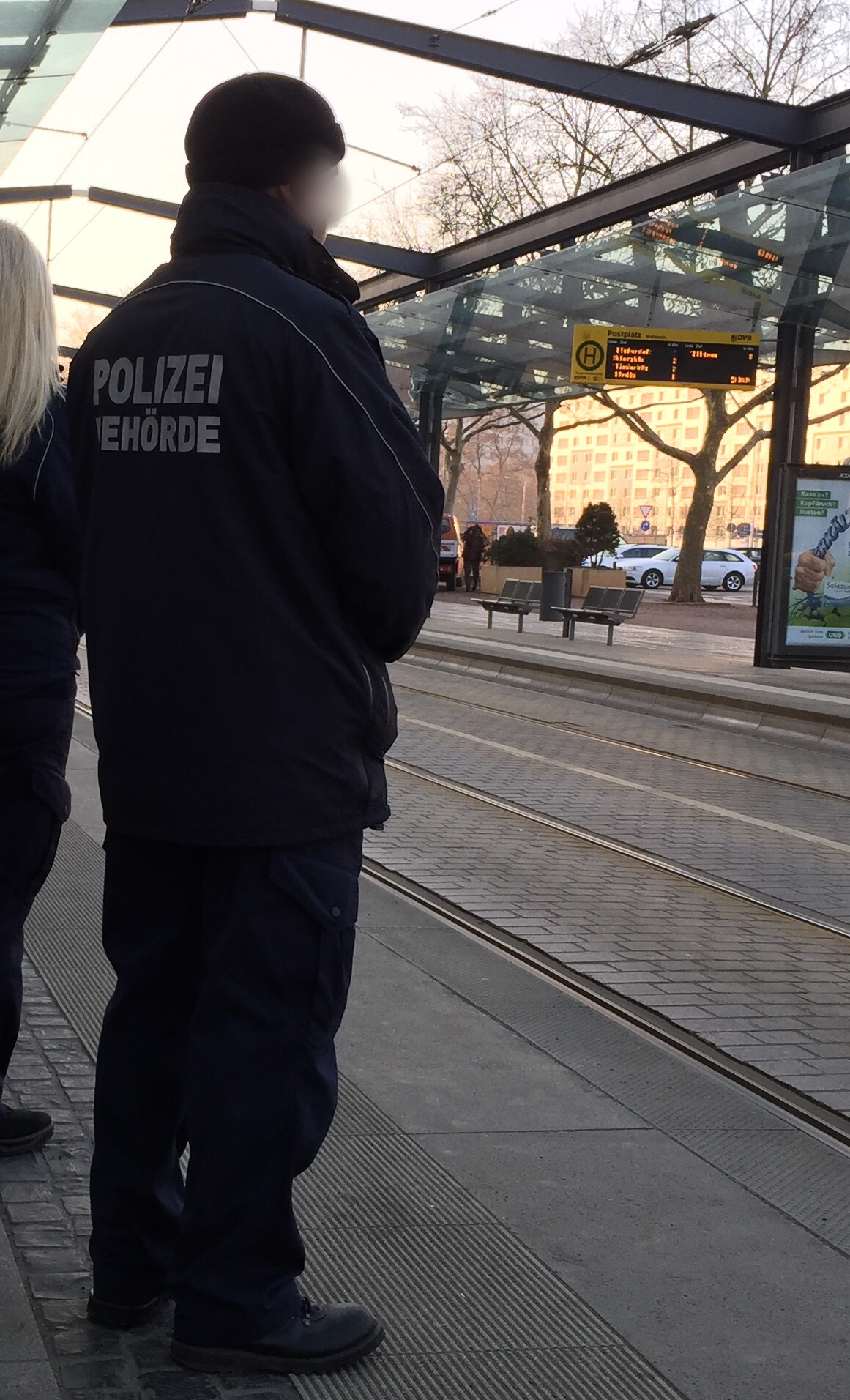
Gemeindlicher Vollzugsbediensteter in Dresden in Uniform mit der Aufschrift „Polizei Behörde“

Der Gemeindevollzugsdienst bzw. gemeindliche Vollzugsdienst (GVD) ist in Baden-Württemberg und Sachsen eine Einrichtung der Gemeinden in ihrer Funktion als Ortspolizeibehörde, welcher für den Vollzug und die Vollstreckung bestimmter Bereiche des Polizeirechts zuständig ist. Um Aufgaben wahrnehmen zu können, muss die Gemeinde die Aufgabenübertragung auf den GVD öffentlich bekanntgeben.
In den sächsischen Großstädten Chemnitz, Dresden und Leipzig sowie z. B. in Stuttgart, Karlsruhe, Freiburg oder Tübingen in Baden-Württemberg tragen Uniformen und Fahrzeuge des GVD die Aufschrift Polizeibehörde. Allgemein sind das Erscheinungsbild der Uniformen und die Lackierung der Fahrzeuge des GVD stark an diejenigen des Polizeivollzugsdienstes der Länder und des Bundes angelehnt. Der GVD soll als eine „Stadtpolizei“ wahrgenommen werden.
Die Rolle des GVD entspricht im Wesentlichen derjenigen des Kommunalen Ordnungsdienstes in anderen deutschen Ländern.

## Rechtsstellung

### Baden-Württemberg
Die Rechtsstellung des Gemeindevollzugsdienstes ist in § 80 Polizeigesetz (neu: § 125 PolG)  und in der Verordnung der Landesregierung über die Ermittlungspersonen der Staatsanwaltschaft geregelt. In § 125 Polizeigesetz Baden-Württemberg heißt es:
Gemeindliche Vollzugsbedienstete
- (1) Die Ortspolizeibehörden können sich zur Wahrnehmung bestimmter auf den Gemeindebereich beschränkter polizeilicher Aufgaben gemeindlicher Vollzugsbediensteter bedienen.
- (2) Die gemeindlichen Vollzugsbediensteten haben bei der Erledigung ihrer polizeilichen Dienstverrichtungen die Stellung von Polizeibeamten im Sinn dieses Gesetzes. Im Rahmen ihrer Aufgaben haben sie die Stellung von Polizeibeamten und haben damit die gleichen Rechte und Pflichten, bis hin zur Anwendung von unmittelbarem Zwang.

In der Verordnung der Landesregierung über die Ermittlungspersonen der Staatsanwaltschaft vom 12. Februar 1996 kann man lesen:
§ 2 Ermittlungspersonen sind ferner
- 1.gemeindliche Vollzugsbedienstete im Sinne von § 125 des Polizeigesetzes im Rahmen der ihnen übertragenen polizeilichen Vollzugsaufgaben, sofern sie als Angestellte im öffentlichen Dienst stehen, das 21. Lebensjahr vollendet haben und mindestens zwei Jahre in der bezeichneten Angestelltengruppe tätig gewesen sind. Der Gemeindevollzugsdienst hat mit einer Bestellung als Mitarbeiter der Bußgeldstelle (Verfolgungsbehörde), im Bußgeldverfahren dieselben (wenn auch eingeschränkten) Rechte und Pflichten wie die Staatsanwaltschaft bei der Verfolgung von Straftaten (siehe hierzu § 46 OWiG).

### Sachsen
Das sächsische Polizeirecht orientiert sich stark an dem von Baden-Württemberg. In § 9 Sächsisches Polizeibehördengesetz heißt es:

(1) Die Ortspolizeibehörden können für den Vollzug bestimmter auf den Gemeindebereich beschränkter polizeibehördlicher Aufgaben gemeindliche Vollzugsbedienstete bestellen. Die gemeindlichen Vollzugsbediensteten haben bei der Erfüllung ihrer polizeibehördlichen Aufgaben die Stellung von Polizeibediensteten im Sinne des Sächsischen Polizeivollzugsdienstgesetzes. Die Zuständigkeit des Polizeivollzugsdienstes bleibt unberührt.
(2) Das Staatsministerium des Innern hat durch Rechtsverordnung zu bestimmen:
1. für welche polizeibehördlichen Aufgaben gemeindliche Vollzugsbedienstete bestellt werden können
2. welche Bekanntgabe- und Unterrichtungspflichten bei der Bestellung von gemeindlichen Vollzugsbediensteten gelten und
3. welche Mittel des unmittelbaren Zwangs (§ 40 des Sächsischen Polizeivollzugsdienstgesetzes) die gemeindlichen Vollzugsbediensteten anwenden dürfen; die Anwendung von Waffen (§ 40 Absatz 4 des Sächsischen Polizeivollzugsdienstgesetzes), mit Ausnahme des Schlagstocks, ist ausgeschlossen.

Zur Konkretisierung erließ das sächsische Innenministerium am 19. September 1991 eine Rechtsverordnung über die Wahrnehmung polizeilicher Vollzugsaufgaben durch gemeindliche Vollzugsbedienstete. In dieser werden die Aufgaben aufgelistet, die die Gemeinden ihrem Vollzugsdienst übertragen dürfen (§ 1), sowie festgelegt, dass die Gemeinden öffentlich bekannt machen müssen, inwieweit sie davon Gebrauch machen (§ 2).

## Aufgaben

### Baden-Württemberg

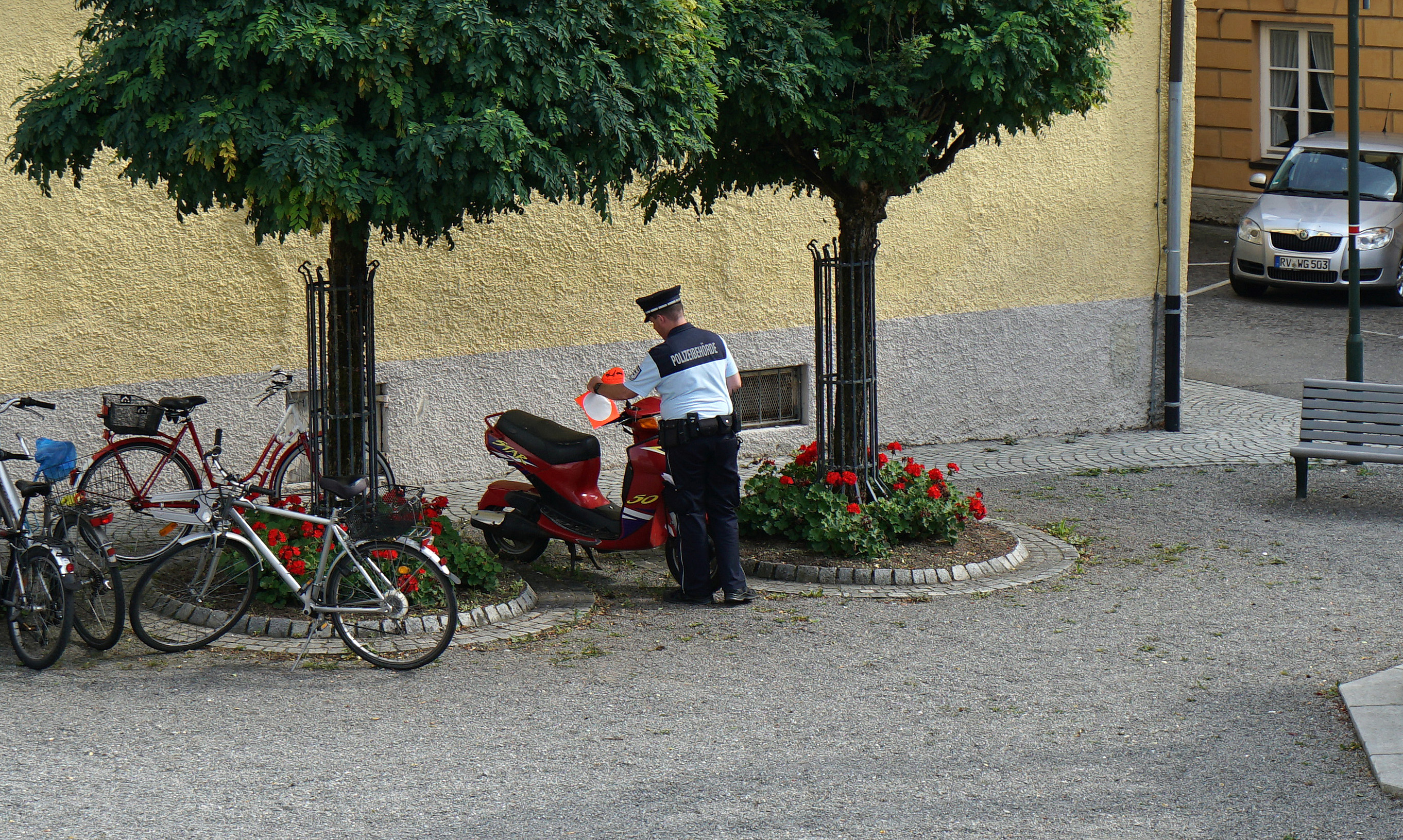
Ein Mitarbeiter einer Polizeibehörde stellt in Bad Waldsee in Baden-Württemberg eine Ordnungswidrigkeit infolge einer unerlaubten Sondernutzung fest: Das markierte Kraftfahrzeug, das ohne Kraftfahrzeugkennzeichen abgestellt ist und nicht zum Straßenverkehr zugelassen ist, nimmt öffentlichen Verkehrsraum über den Gemeingebrauch hinaus in Anspruch.

Der Vollzugsdienst darf folgende Aufgaben übernehmen, es sei denn, das Regierungspräsidium hat der Gemeinde weitere Aufgabenbereiche genehmigt (§ 31 Verordnung des Innenministeriums zur Durchführung des Polizeigesetzes):
- Vollzug von Gemeindesatzungen und Polizeiverordnungen der Orts- und Kreispolizeibehörde
- Straßenverkehrsrecht:
  - Vorschriften über das Halten und Parken und über die Sorgfaltspflichten beim Ein- und Aussteigen
  - Vorschriften über das Verbot, Verkehrshindernisse zu bereiten oder Fahrzeuge unbeleuchtet abzustellen
  - Überwachung der Verkehrsverbote auf Feld- und Waldwegen, sonstigen beschränkt öffentlichen Wegen, Geh- und Sonderwegen sowie tatsächlich-öffentlichen Straßen
  - Überwachung der Durchfahrtverbote in Fußgängerzonen, in verkehrsberuhigten Bereichen und in Kur- und Erholungsorten,
  - Unterstützung von Verkehrsregelungsmaßnahmen des Polizeivollzugsdienstes bei Umzügen, Prozessionen, Großveranstaltungen und ähnlichen Anlässen
  - Regelung des Straßenverkehrs durch Zeichen und Weisungen, wenn dies zur Aufrechterhaltung der Sicherheit und Ordnung dringend geboten erscheint und ein Tätigwerden des Polizeivollzugsdienstes nicht abgewartet werden kann
  - Überwachung der Termine für die Hauptuntersuchung im ruhenden Verkehr
  - Vollzug der Vorschriften über Sondernutzungen an öffentlichen Straßen, über das Reinigen, Räumen und Streuen öffentlicher Straßen und über den Schutz öffentlicher Straßen einschließlich tatsächlich-öffentlicher Straßen
- Vollzug der Vorschriften über das Meldewesen
- Vollzug der Vorschriften über das Reisegewerbe und das Marktwesen
- Umweltschutz:
  - Vollzug der Vorschriften über unzulässigen Lärm und das unnötige Laufenlassen von Fahrzeugmotoren,
  - beim Vollzug der Vorschriften über das Verbot des Behandelns, Lagerns oder Ablagerns von Abfällen sowie über die Beseitigung pflanzlicher Abfälle außerhalb dafür zugelassener Anlagen
  - beim Vollzug der Vorschriften über Wasserschutzgebiete, über den Schutz der Gewässer und über Gemeingebrauch und Sondernutzung an Gewässern
- Feldschutz:
  - Vollzug der Vorschriften zur Bewirtschaftung und Pflege von Grundstücken,
  - Vollzug der Vorschriften über das Betreten der freien Landschaft und geschlossener Rebanbaugebiete
  - Vollzug der Vorschriften über Schutz und Pflege wildwachsender Pflanzen und wildlebender Tiere in der freien Landschaft
  - Vollzug der Vorschriften über den Nachweis der Berechtigung zur Ausübung der Jagd und Fischerei
  - Vollzug von Vorschriften zum Schutz des Eigentums an landwirtschaftlichen und gärtnerischen Grundstücken, Erzeugnissen, Geräten und Einrichtungen in der freien Landschaft und in Gartenanlagen
  - Bekämpfung tierischer und pflanzlicher Schädlinge
  - Vollzug von Vorschriften über den Brandschutz in der freien Landschaft
- Veterinärwesen:
  - Vollzug von Vorschriften über die Tierseuchenbekämpfung und die Tierkörperbeseitigung
  - Vollzug der Vorschriften über den Tierschutz
  - Maßnahmen gegenüber herrenlosen Tieren
- sonstige Aufgaben:
  - Schutz von öffentlichen Grünanlagen, Kinderspielplätzen und anderen dem öffentlichen Nutzen dienenden Anlagen gegen Beschädigung, Verunreinigung und missbräuchliche Benutzung
  - Vollzug der Vorschriften über Anschläge und unerlaubtes Plakatieren
  - Vollzug der Vorschrift über die Belästigung der Allgemeinheit
  - Vollzug der Vorschriften über den Schutz der Sonn- und Feiertage
  - Vollzug der Vorschriften über die Sperrzeit und den Ladenschluss
  - Vollzug der Vorschriften zum Schutz der Jugend in der Öffentlichkeit
  - Überwachungen auf dem Gebiet des Sammlungswesens
  - Vollzug der Vorschriften über das Halten gefährlicher Tiere
  - Überwachungen auf dem Gebiet des Gesundheitsschutzes
  - Vollzug der Vorschriften über die Verhütung von Unfällen und über das Parken auf Privatgrundstücken nach dem Landesordnungswidigkeitengesetz[10]

Bei der Übertragung von Maßnahmen, die den Forstbereich betreffen, muss die untere Forstbehörde zustimmen. Der Gemeindevollzugsdienstes kann weiter über die Generalklausel (§§ 3, 1 Polizeigesetz), zur Abwehr einer Gefahr durch die die öffentliche Sicherheit oder Ordnung bedroht wird, und zur Beseitigung einer Störungen der öffentlichen Sicherheit oder Ordnung, soweit es im öffentlichen Interesse geboten ist, tätig werden.
Der Gemeindevollzugsdienst kann weiter zur Vollstreckung von Verwaltungsakten (zwangsweise Stilllegung von Kraftfahrzeugen aufgrund mangelndem Versicherungsschutz, nicht beseitigter Fahrzeugmängel, Einziehung von Führerscheinen usw.) über das Landesverwaltungsvollstreckungsgesetz tätig werden. Der Gemeindevollzugsdienst tätigt Ermittlungen (Nachermittlungen bei Geschwindigkeitsverstößen), führt Geschwindigkeitsüberwachungen für die Bußgeldbehörde durch.

### Sachsen
Die Aufgaben, die die Gemeinden ihren Vollzugsbediensteten übertragen dürfen (aber nicht müssen), sind laut § 1 der entsprechenden Verordnung:
1. Überwachung des ruhenden Straßenverkehrs,
2. Vollzug von Satzungen, Orts- und Kreispolizeiverordnungen,
3. Vollzug der Vorschriften über die Beseitigung von Abfällen,
4. Vollzug der Vorschriften über das Sammlungswesens,
5. Schutz öffentlicher Grünanlagen, Erholungseinrichtungen, Kinderspielplätze und anderer dem öffentlichen Nutzen dienender Anlagen und Einrichtungen gegen Beschädigung, Verunreinigung und missbräuchliche Benutzung,
6. Vollzug der Vorschriften über das Reisegewerbe und das Marktwesen,
7. Vollzug der Vorschriften über die Sperrzeit und den Ladenschluss,
8. Vollzug der Vorschriften über Sondernutzungen an öffentlichen Straßen oder
9. Vollzug der Vorschriften zum Schutze der Bevölkerung vor gefährlichen Hunden.